# Blue Only

SMPTE-Farbbalken

HD SMPTE-Farbbalken

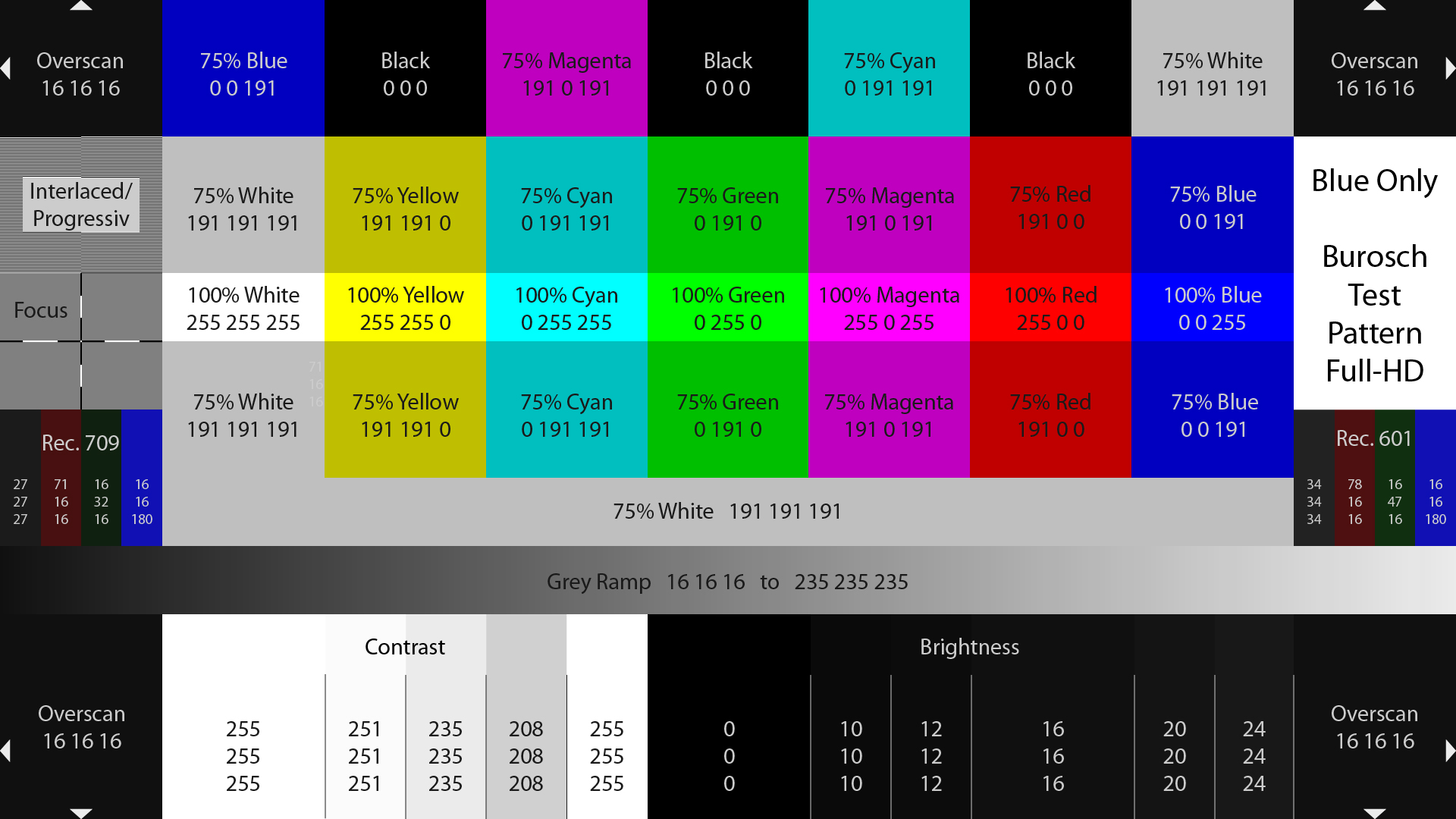
Das Burosch-Blue-Only-Testbild mit Angabe der RGB-Werte

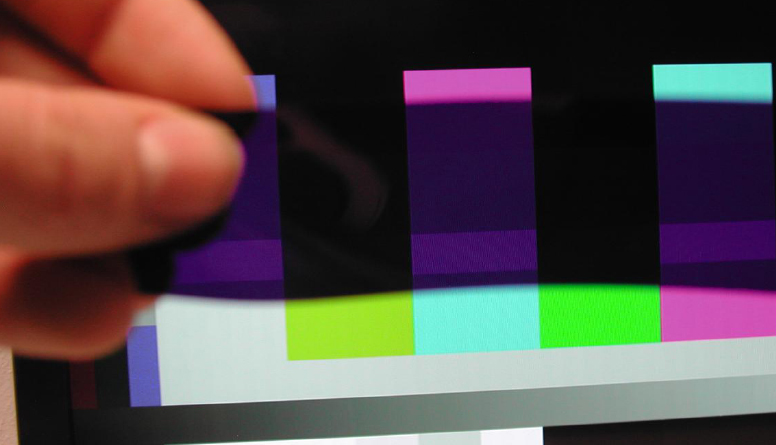
Blaufilterfolie im Einsatz mit einem Farbbalken

Mit Blue Only Mode bezeichnet man einen speziellen Modus bei Anzeigegeräten (Beamer, Displays, Fernseher), bei dem lediglich die blauen Pixel oder die blaue Elektronenstrahlröhre (alte Röhrentechnik) zur Erzeugung des Bildes genutzt wird.
Vor allem im Broadcast-Bereich verfügen Anzeigegeräte über diesen Modus, da hiermit der Farbton und die Sättigung schnell und exakt eingestellt werden kann. Dazu befindet sich an professionellen Monitoren ein separater Knopf auf der Vorderseite des Anzeigegeräts.

## Testbilder
Generell eignen sich alle Testbilder mit einem Farbbalken, der Rot, Grün, Blau sowie die Komplementärfarben Cyan, Magenta und Gelb enthält, für den Blue Only Mode und die damit durchführbare Justierung von Farbton und Sättigung. Besonders häufig wird zum Einstellen jedoch das SMPTE-Testbild oder die HD-Variante des SMPTE-Farbbalkens benutzt. Diese sind in vielen Fällen bereits in die Aufnahme- und Abspielgeräte im Profibereich integriert und stehen jederzeit zur Verfügung. Auch das Blue-Only-Testbild der Firma Burosch Audio Video Technik eignet sich für den Einsatz mit Blaufilterfolie oder eben im Blue Only Modus. Neben Farbton und Sättigung lassen sich mit den oben genannten Testbildern auch Helligkeit und Kontrast der Anzeigegeräte einstellen. Das erwähnte Burosch-Testbild stellt eine Aktualisierung des herkömmlichen HD-SMPTE-Testbilds dar, mit zusätzlichen Testzonen zur kompletten Bildkontrolle und Optimierung.

## Funktionsweise
Im Blue Only Modus erzeugen lediglich die blauen Pixel – oder bei Röhrenmonitoren die blaue Elektronenstrahlröhre – das Bild. Somit sieht man den Blaukanal des Bildes blau eingefärbt. Farbflächen mit blauen Farbanteilen erscheinen hell und solche ohne Blauanteil dunkel.
Die Farbe Blau mit den RGB-Werten 0 0 255 erscheint somit hell. Eine rote Fläche (255 0 0) oder eine grüne Fläche (0 255 0) erscheint jedoch schwarz. Unterhalb – bzw. bei manchen Testbildern oberhalb – der Farbbalken befinden sich Referenzflächen, die bei richtiger Justierung den gleichen Helligkeitswert besitzen müssen wie die zugehörigen Farbflächen. Ist das Anzeigegerät richtig justiert fügen sich bei der Blue-Only-Mode-Ansicht die Farbflächen ohne Helligkeitsunterschied in die Referenzflächen ein. Beim SMPTE-HD-Testbild befindet sich die Referenzfläche unterhalb der Farbbalken in Form einer grauen durchgehenden Fläche.
Beim alten SMPTE-Testbild befindet sich die Referenzfläche ebenfalls unterhalb der einzelnen Farbbalken. Das Blue Only-Testbild der Firma Burosch besitzt jeweils oberhalb und unterhalb der Farbbalken einzelne Referenzflächen, für jeden Farbton. Die folgende Tabelle zeigt die einzelnen Farben, die zugehörigen Code Values und den Augeneindruck im Blue Only Mode:
| Farbe                    | R G B - Werte (8 bit) 75 % Helligkeit | Helligkeitseindruck bei Blue Only Mode |
| ------------------------ | ------------------------------------- | -------------------------------------- |
| Rot                      | 191 0 0                               | Dunkel (Schwarz)                       |
| Grün                     | 0 191 0                               | Dunkel (Schwarz)                       |
| Blau                     | 0 0 191                               | Hell                                   |
| Cyan                     | 0 191 191                             | Hell                                   |
| Magenta                  | 191 0 191                             | Hell                                   |
| Gelb                     | 191 191 0                             | Dunkel (Schwarz)                       |
| 75 % Weiß                | 191 191 191                           | Hell                                   |
| Schwarz                  | 0 0 0                                 | Dunkel (Schwarz)                       |
| Referenzfläche 75 % Weiß | 191 191 191                           | Hell                                   |

Siehe Abbildung rechts. Blue Only Ansicht des ARIB / SMPTE Testbilds.

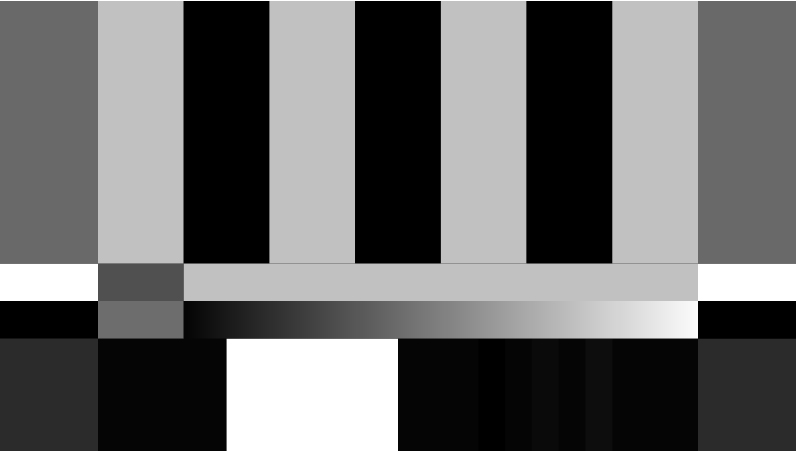
Blaukanal des ARIB bzw. SMPTE HD-Testbilds

## Blaufilterfolien statt Blue Only Mode
Alternativ zum Blue Only Modus kann man auch eine Blaufilterfolie in Verbindung mit den genannten Testbildern verwenden. 
Wenn man durch diese Folie blickt, sieht man ebenfalls nur die blauen Anteile des Testbilds.
Wichtig beim Einsatz solcher Folien ist der Transmissionsgrad. Die Folien sollten eine sehr schmalbandige Transmission im kurzwelligen Bereich des sichtbaren Spektrums haben und lediglich die blauen Wellenlängen des Lichtspektrums durchlassen.
Sieht man beim Blick durch die Folie immer noch andere Farben, so kann man die Folien auch doppelt nehmen.
Ein Beispiel für Blaufilterfolien in Verbindung mit Testbildern sind auch die Blaufilterbrillen von THX.
Mitunter werden Anzeigegeräte auch mit roten oder grünen Filterfolien justiert. Dadurch kann die Farbwiedergabe in allen drei Kanälen richtig eingestellt werden.

## Einstellen von Sättigung und Farbton
Hierzu muss man das Anzeigegerät in den Blue Only Mode versetzen. Ist dies nicht möglich, kann man – wie oben erwähnt – auf blaue Filterfolien zurückgreifen.
- Als erstes stellt man die Sättigung ein. Dazu verändert man den Wert im Menü so lange, bis die farbigen Balken sich nahtlos, mit gleicher Helligkeit und ohne erkennbaren Unterschied in die Referenzflächen oder unterhalb der Farbbalken einblenden.
- Wenn die farbigen Balken sich nicht mehr von den Referenzflächen unterscheiden, ist die Sättigung richtig eingestellt.
- Als Nächstes stellt man nun den Farbton richtig ein.

Oftmals heben sich einzelne farbige Flächen noch von den Referenzflächen ab, oder aber einzelne farbigen Balken – die eigentlich dunkel sein müssten – erscheinen noch zu hell und heben sich von den Referenzflächen ab. Dies betrifft besonders häufig die Balken Cyan und Magenta, mit unter aber auch den grünen Farbbalken.
In diesem Fall muss man den Farbton so lange im Menü verstellen, bis auch diese Farbbalken sich perfekt und ohne sichtbaren Unterschied in die Referenzfläche einblenden.
In den Weblinks finden sich weitere ausführliche Anleitungen.